# Вергунське газосховище
Вергунське газосховище — входить до Східного комплексу підземних сховищ газу України, що складається з Краснопопівського та Вергунського ПСГ, є критично важливим для забезпечення енергетичної безпеки та стабільності східних регіонів України.
Вергунське ПСГ розташоване в Луганській області, недалеко від Краснопопівського сховища. Це сховище є меншого розміру, але відіграє важливу роль у загальній системі зберігання газу в регіоні.
Активна ємність Вергунського газосховища також складає кілька сотень мільйонів кубометрів газу, що дозволяє ефективно доповнювати можливості Краснопопівського ПСГ.
Основні функції
- 1. Покриття пікових навантажень

Забезпечує додаткові обсяги газу під час пікових навантажень.
- 2. Сезонне зберігання

Використовується для закачування газу влітку і його відбору взимку.
- 3. Підтримка стабільної роботи газотранспортної системи

Допомагає підтримувати стабільний тиск у магістральних газопроводах.